# École internationale de Moshi

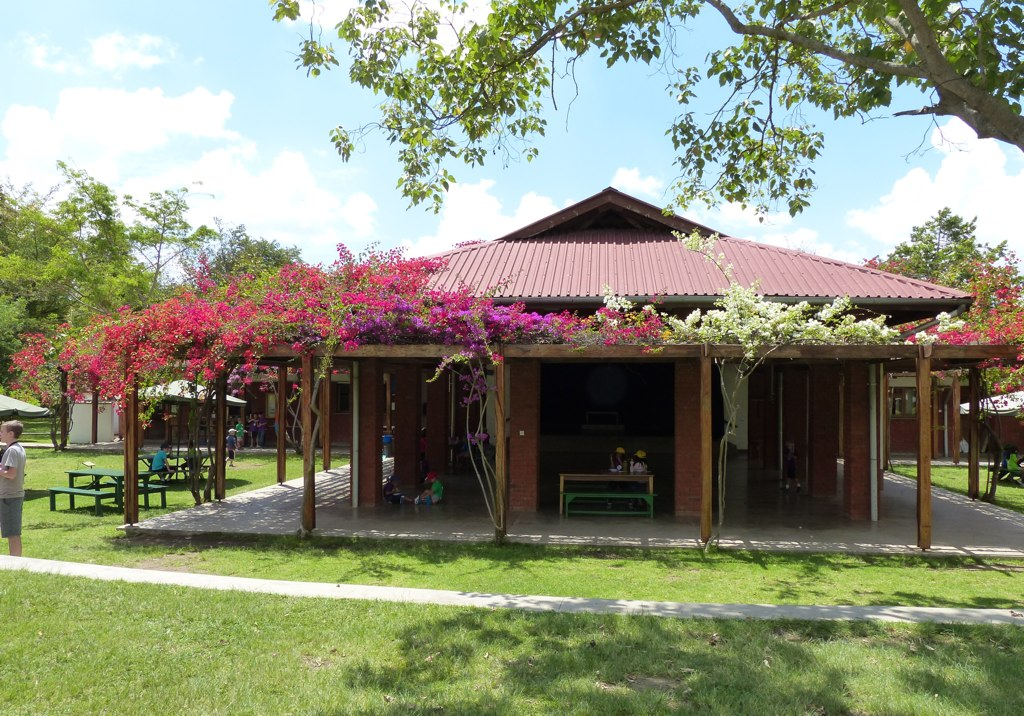
Arusha campus

L'école internationale de Moshi (International School Moshi) est un établissement d'enseignement fondé en 1969 situé, dans le nord de la Tanzanie,sur deux campus, l'un à Moshi et l'autre à Arusha. Les élèves ont entre trois et dix-neuf ans (maternelle/primaire/secondaire). Cette institution comporte à la fois internat et externat. Reconnue, elle est régulièrement contrôlée par des organisations internationales.
L'enseignement se fait en anglais et un programme spécial est proposé pour les élèves qui ont besoin d'un soutien dans cette langue.
Le programme d'études mène à des diplômes reconnus internationalement, notamment le baccalauréat international depuis 1977. Ce diplôme permet l'admission dans les universités du monde entier.